# Huia modiglianii
Espèce
Synonymes
- Amolops modiglianii Doria, Salvidio & Tavano, 1999

Statut de conservation UICN

 LC  : Préoccupation mineure
Huia modiglianii est une espèce d'amphibiens de la famille des Ranidae.

## Répartition
Cette espèce est endémique de Sumatra en Indonésie. Elle se rencontre à environ 400 m d'altitude dans les environs du lac Toba,.

## Étymologie
Cette espèce est nommée en l'honneur d'Elio Modigliani.

## Publication originale
- Doria, Salvidio & Tavano, 1999 : Description of Amolops (Huia) modiglianii, new species from Sumatria. Doriana, Genova, vol. 7, no 317, p. 1-9.